# Panjdari
Un panjdari (in persiano پنج‌دری‎) è un elemento tradizionale dell'architettura persiana.
Il termine deriva da "panj" (پنج cinque) e "dar" (در finestra o porta), che significa "stanza con cinque finestre".
Per definizione, un panjdari è una grande stanza che è spesso affiancata all'astragalo principale della casa, e molto spesso collegata a un ampio balcone, dove cinque grandi finestre contigue forniscono viste primarie sul cortile principale della casa.
In termini moderni, la stanza sarebbe l'equivalente del soggiorno della casa. Tuttavia, le case persiane tradizionali erano molto grandi e avevano molte stanze. Il panjdari era quindi il principale snodo quotidiano della famiglia.

## Galleria d'immagini

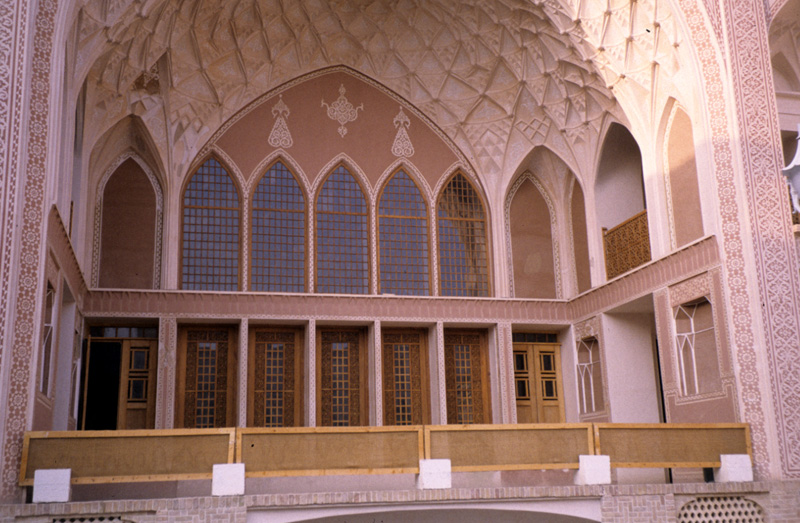
Un fine eesempio di Panj-dari visto dal balcone principale dell'Amerian House
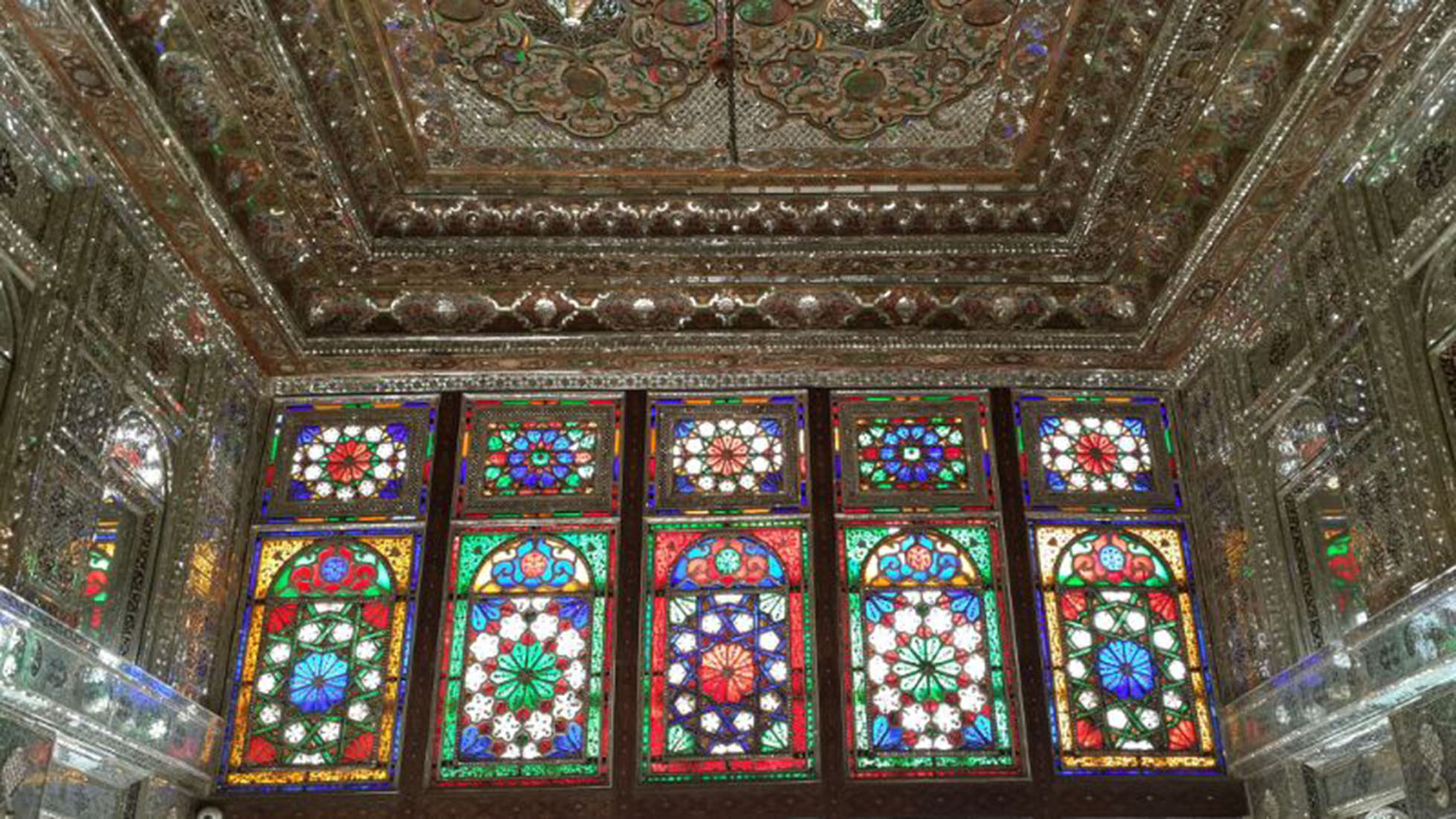
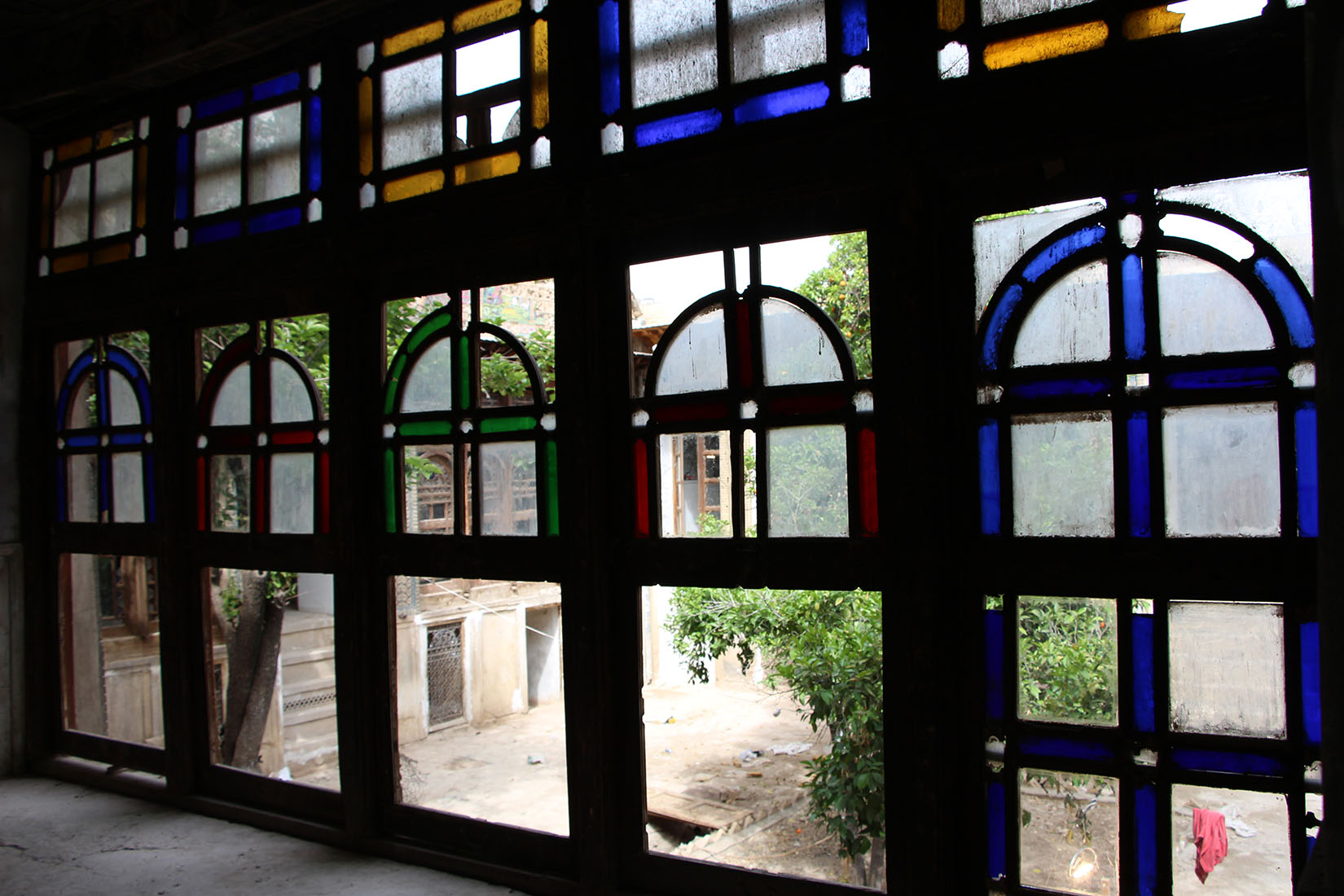
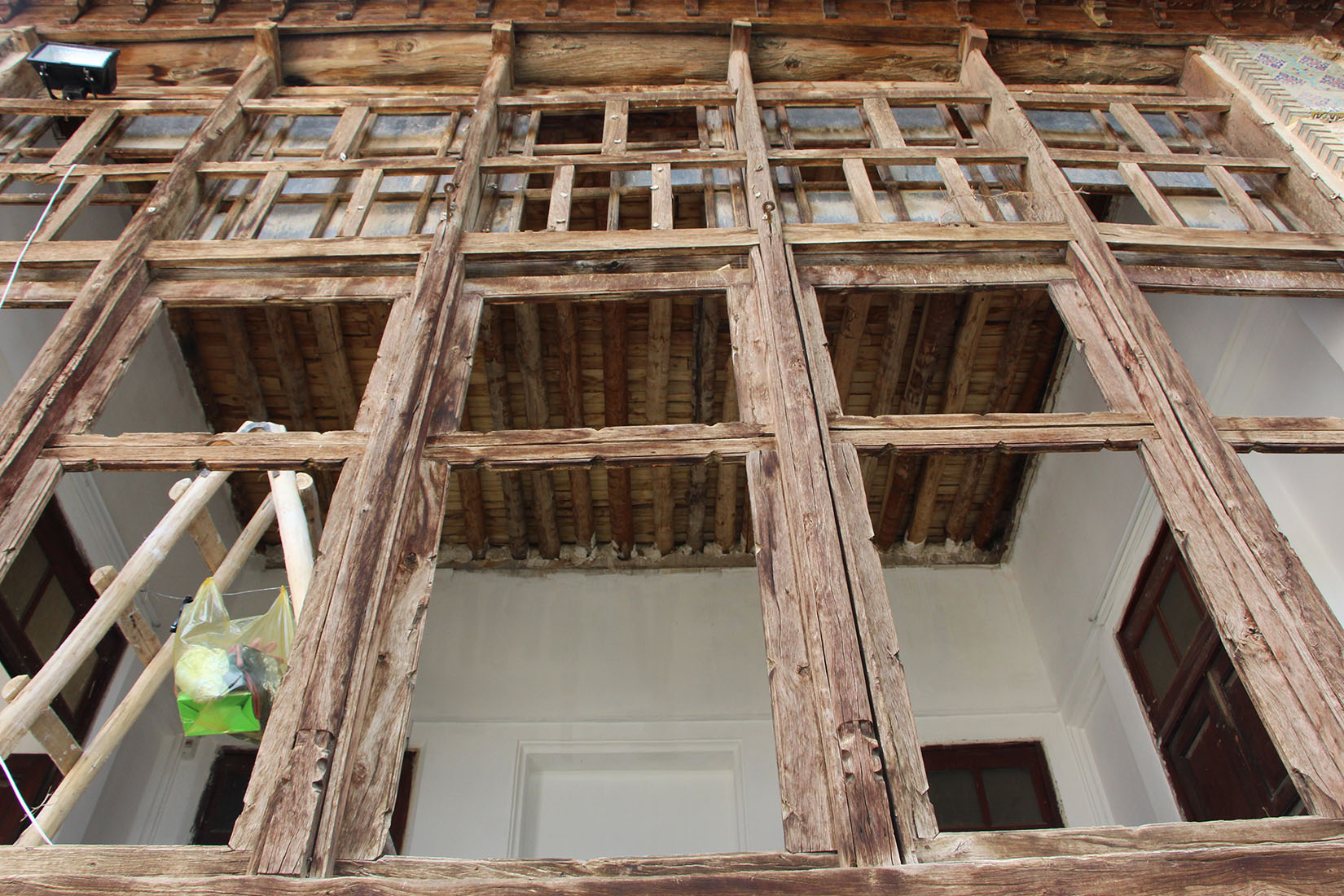
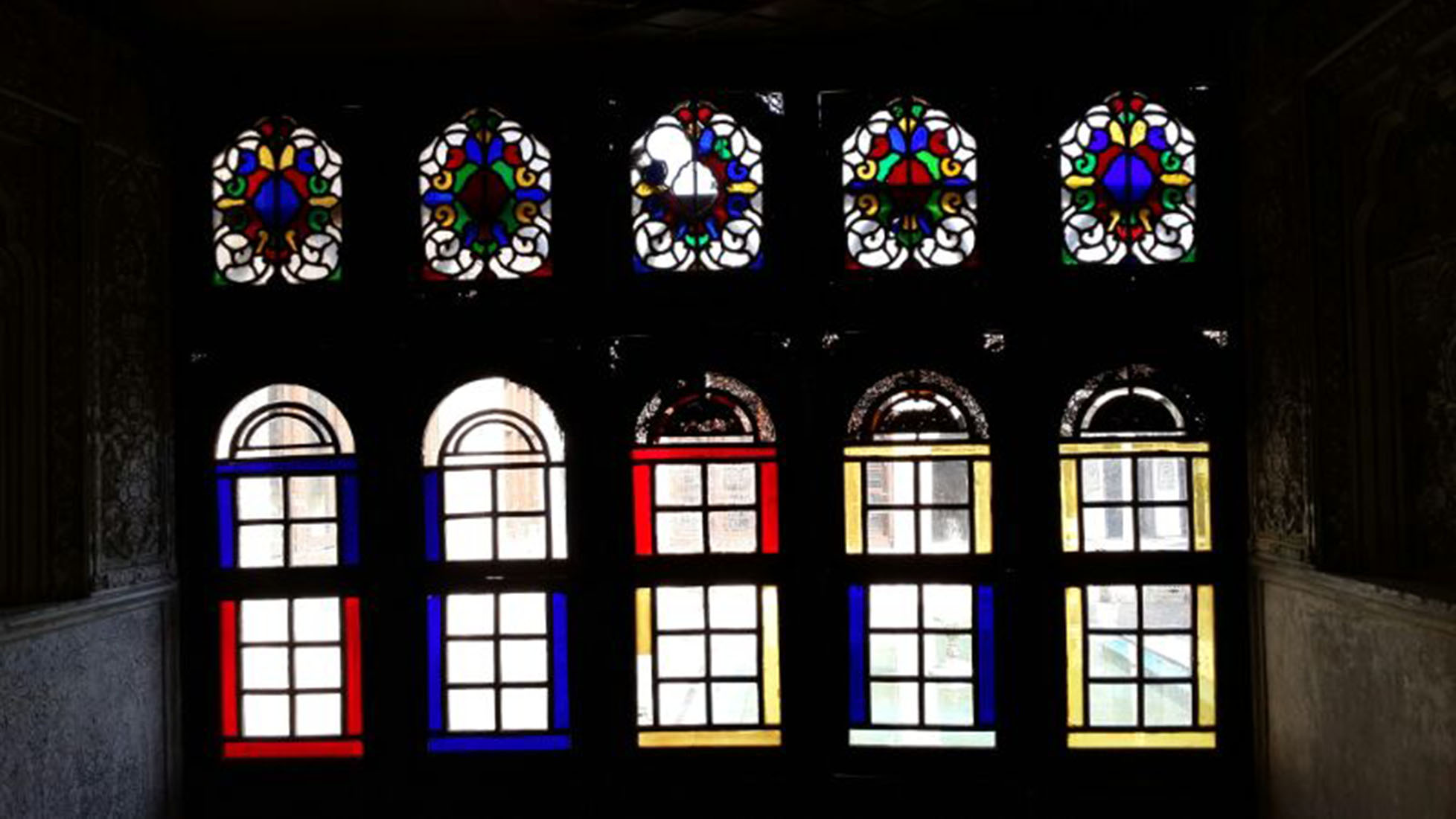
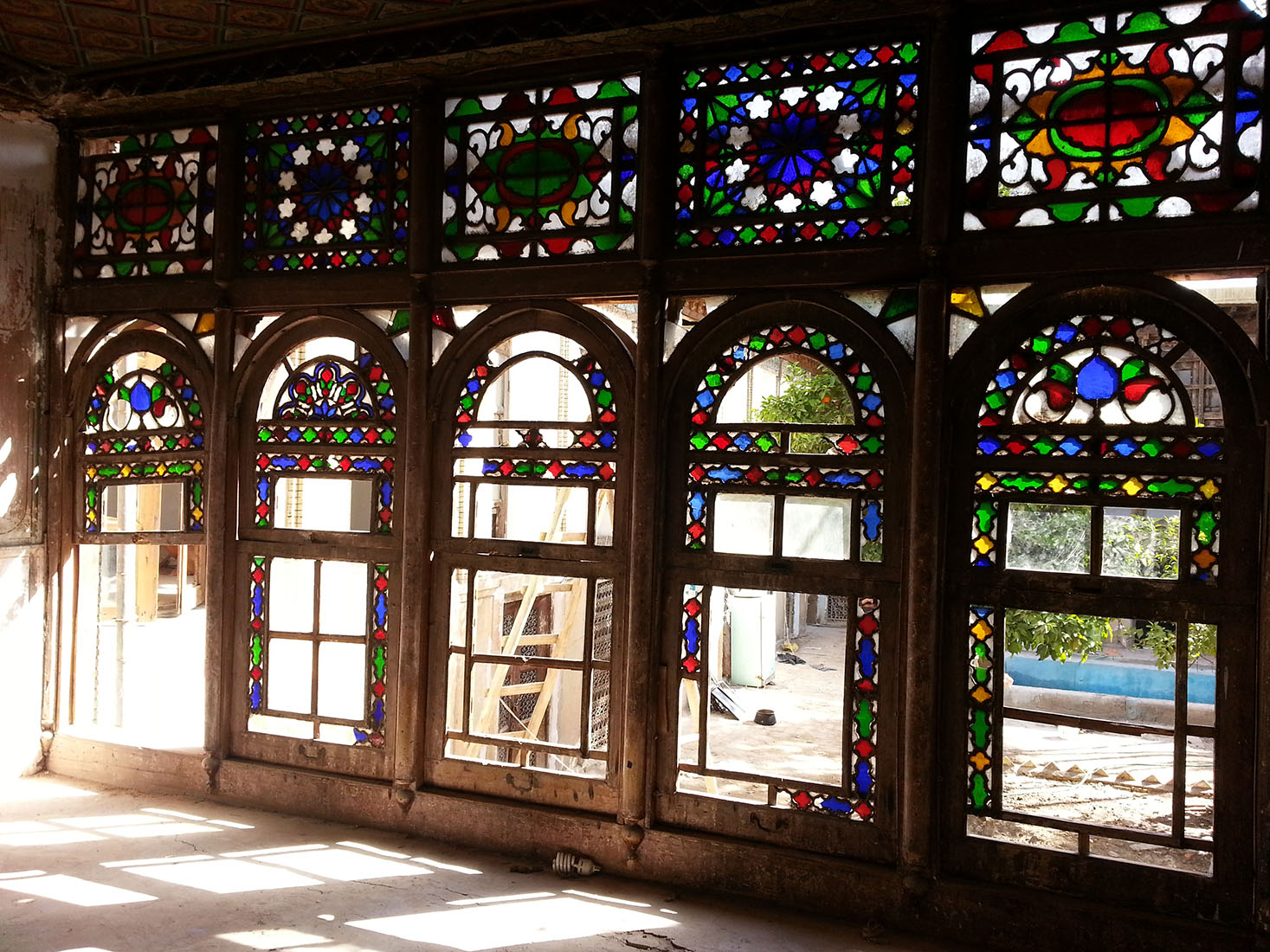